# 倫卡鄉 (博托沙尼縣)
47°38′N 27°0′E / 47.633°N 27.000°E
倫卡鄉（羅馬尼亞語：Comuna Lunca, Botoșani），是羅馬尼亞的鄉份，位於該國東北部，由博托沙尼縣負責管轄，面積78平方公里，海拔高度80米，2007年人口4,773，人口密度每平方公里61人。